# 可児御嵩バイパス

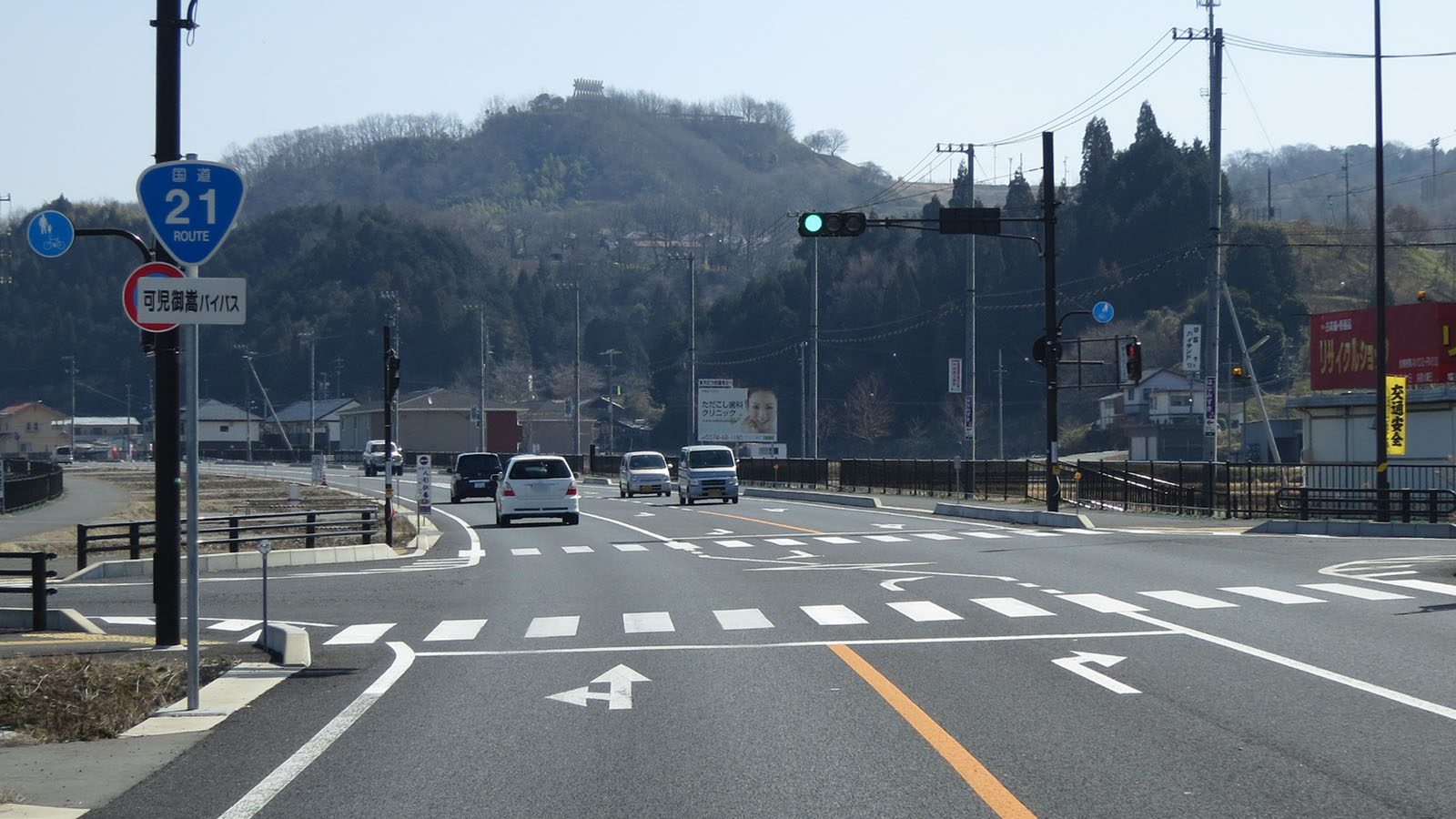
可児御嵩バイパス
岐阜県可児郡御嵩町中

可児御嵩バイパス（かにみたけバイパス）は、岐阜県可児郡御嵩町井尻から可児市中恵土までの国道21号のバイパスである。

## 概要
可児郡御嵩町井尻 - 可児市中恵土の延長8.0km のバイパスであり、現道の渋滞の緩和・交通安全の確保・沿道環境の改善・地域経済発展の支援を目的として事業化されたもので、東海環状自動車道の可児御嵩ICのアクセス道路の役割もある。多くの区間で暫定片側1車線だが将来的には片側2車線化できる構造となっており、2018年（平成30年）3月16日に可児御嵩IC東 - 瀬田交差点間が4車線化された。
沿道には大型ドラッグストア（GENKY）やホームセンター（カインズホーム）がある。また、可児市瀬田のぎふワールド・ローズガーデンへのアクセス道路でもある。当公園はバラの名所でもあり、バラの咲くころにあたる春の連休などはかなり交通量が多い。
バイパスの完成によってアクセス性が向上すると、沿線への企業の進出が進んだり、杉原千畝記念館等の観光施設への観光客の増加などが期待される。

### 路線データ
当バイパスの計画概要は以下の通り。
- 延長：8.0km
- 道路規格：第3種第1級
- 設計速度：80km/h
- 車線数：4車線

## 沿革
- 1991年（平成3年）年度：事業化[1]。
- 2005年（平成17年）3月19日：御嵩町古屋敷 - 可児市柿田（可児御嵩IC）の1.9 kmが開通[1]。
- 2005年（平成17年）4月29日：可児市柿田（可児御嵩IC） - 可児市中恵土の2.4 kmが開通[1]。
- 2010年（平成22年）10月30日：御嵩町井尻 - 御嵩町古屋敷の3.7 kmが開通[1]。これにより可児御嵩バイパスが暫定片側1車線で全通。
- 2018年（平成30年）3月16日：可児御嵩IC東 - 瀬田交差点間の上下線を4車線化。
- 2021年（令和3年）2月26日：御嵩町上恵土（上恵土本郷東交差点） - 可児市中恵土（上恵土本郷西交差点）の0.8 kmが4車線化[3]。
- 2022年（令和4年）3月28日：可児郡御嵩町（南山団地入口交差点） - （みたけの森口交差点）の0.6 kmが4車線化[4]。

## 接続路線
- 国道21号現道（可児郡御嵩町井尻）
- 岐阜県道83号多治見白川線（御嵩町古屋敷）
- 東海環状自動車道可児御嵩IC（可児市柿田）
- 岐阜県道381号多治見八百津線（可児市柿田）
- 岐阜県道122号・愛知県道186号御嵩犬山線（御嵩町上恵土）
- 国道21号現道（可児市中恵土）